# Charme
El charme es un tipo de estilo musical y baile donde se toca música negra, principalmente R&B contemporánea y swingbeat (basado en un baile soul y funk de 1970), creada a partir del circuito musical Movimento Black Rio, donde los bailarines ejecutan juntos coreografías sincronizadas (encanto) los pasos de baile híbrido brasileño-estadounidense, llamados passinhos.
El charme fue el responsable de otorgar popularidad y consolidación a los estilos musicales afroamericanos relacionados con el samba-funk, además de dar origen al funk carioca con influencia de géneros como el Miami bass y el freestyle.